# 疯狂的麦克斯2
《衝鋒飛車隊》（英語：Mad Max 2）是一部1981年澳大利亞末日幻想動作片，又稱作《公路勇士》（The Road Warrior）和《衝鋒飛車隊：公路勇士》（Mad Max 2: The Road Warrior）。導演為喬治·米勒，由梅爾·吉勃遜主演麥斯·洛克坦斯基。為1979年的《迷霧追魂手》續集，「瘋狂麥斯系列」的第二部作品。故事敘述拓荒背景中石油成為了相當寶貴的資源，使得掠奪者們想盡辦法也要得到，因此展開對峙。原本不想理會此事的公路勇士麥斯在過程中找回了人性，決定幫助定居於煉油廠的人們逃離掠奪者的威脅。電影於新南威爾士內陸地區的布羅肯希爾取景拍攝。
《衝鋒飛車隊》於1981年12月24日上映，並獲得了一致好評。影評家稱讚其視覺效果和吉勃遜的角色塑造。電影中幾個值得注意的是，攝影師狄恩·山姆勒全都是於澳大利亞廣闊沙漠攝影、精簡片中的對白、服裝設計師諾瑪·莫里索使用莫霍克髮型和皮革亞文化來作為機車騎士的服裝、飛快的節奏與緊湊相連的飛車追逐場面。
電影使用了末日幻想與龐克風格的題材。本片得到了相當成功的票房，並贏得了土星獎最佳國際電影六項提名，其中包括：最佳導演的米勒、最佳男演員的吉勃遜、最佳男配角的布鲁斯·斯彭斯、最佳劇本的米勒與泰瑞·海斯和布萊恩·漢南特、最佳服裝的莫里索。《衝鋒飛車隊》成為了延續至21世紀經典邪典電影。第三集《衝鋒飛車隊續集》於1985年推出，第四部電影《瘋狂麥斯：憤怒道》於2015年5月15日上映。

## 劇情
在不久的將來，由於汽油的供應幾乎已經用盡，法律和秩序已經崩潰，主力巡警隊（MFP）當然也因此不復存在。離開MFP超過5年的「瘋狂」麥斯·洛克坦斯基因為失去妻兒而造成了內心的創傷，傷痕累累的他現漫遊於無人區和荒涼的沙漠，開著黑色的V8攔截者尋覓食物、水和汽油；而麥斯唯一的夥伴是一隻聰明的澳洲牧牛犬，武器為一把罕見的削短型獵槍，但缺乏子彈。
一開始，麥斯開著車在公路上試著擺脫一群由猛格族維茲領導的瘋狂機車族，他用計解決了對方的兩名同夥，維茲看了他一眼後便騎車離去。麥斯下了車填裝一輛停在路邊的大卡車的汽油。之後他在路上發現了一架單座旋翼機，正想靠近查看是否還有燃油時，飛行員傑羅從土裡現身持弓槍對著麥斯，但很快的反被麥斯壓制且用鐵鍊限制手腳。為了換取自己的生命，傑羅告訴了麥斯於附近荒地的一處小煉油廠。麥斯發現猛格族維茲等人在那企圖掠奪煉油廠，他們的領導者是一個身材高大、肌肉發達、曲棍球面具的猛格大王，猛格大王試圖說服煉油廠的定居者投降和交出煉油廠。
隔天，數位定居者試圖帶著燃油逃出，但很快地遭猛格族抓住、酷刑和強姦並殺死他們。麥斯過去帶著一位倖存者到煉油廠來和定居者交易，來換取汽油；但該男子死亡後不久，定居者領袖伯伯加奴不同意這項交易，並搶了他的車和打算殺死麥斯。這時，猛格族返回，猛格大王重複了他的提議；突然定居者之中的一位野小孩從土裡竄出持迴力鏢攻擊猛格族，造成維茲的夥伴死亡與陶艾迪手指斷裂。憤怒的維茲想為夥伴復仇，但被猛格大王阻止，之後眾人離去。
晚上，麥斯提出了一項交易，就是讓他去取得之前發現的卡車，藉此幫助他們載著燃油逃離這裡，而麥斯則獲得汽油和車重獲自由。定居者同意了交易並先留住V8攔截者以確保他合作。麥斯便和途中又再次遇到的傑羅一起找到了卡車，麥斯駕駛著卡車獨自離開，途中遭維茲一夥追逐到煉油廠，在一場亂戰中維茲和猛格族們離去。而傑羅則駕駛著螺旋飛機來到煉油廠成為他們的同伴。
任務成功後麥斯打算離去，雖然交易成功但定居者希望留住麥斯來幫助他們駕駛油罐車，但麥斯還是選擇離開。麥斯駕車突圍，但不料維茲使用一氧化二氮加速追上了他並破壞了V8攔截者，麥斯的狗遭對方殺害，重傷的麥斯躲於一旁等待；正當維茲手下出手攻擊麥斯時，翻覆的V8早已被麥斯開啟定時炸彈而爆炸使得維茲的兩位手下死亡，而維茲則隨之離去。這時，傑羅駕駛著螺旋飛機現身救了麥斯，回到了煉油廠。
麥斯決定改變心意幫助定居者們，儘管傷勢嚴重仍堅持要駕駛油罐車。麥斯、野小孩、定居者女戰士和兩位同伴開著油罐車突破猛格族的包圍，其他的定居者們則帶著家當朝不同的方向離開。沒多久煉油廠爆炸，而麥斯等人獨自對上猛格族們，傑羅則在空中丟火彈支援油罐車，中途定居者女戰士和兩位同伴相繼敗陣，維茲爬上了油罐車拼命糾纏著麥斯和野小孩。最後，猛格大王利用一氧化二氮為車子加速和油罐車對撞，造成了待在車頭的維茲死亡，油罐車翻倒，剩下的猛格族們因發現油罐車裝載的都是沙土而離去。
原來所有的燃油都已被其他人分散帶走，定居者們因為麥斯的緣故而順利離開這裡移民到另一個更好的海岸地區生活，在那裡他們樹立一個「大北方部落」。因伯伯加奴在戰場中死亡，所以傑羅成為了定居者們的領導者。唯有麥斯決定獨自留於荒漠中，再次成為一個流浪者，沒有人知道他後來的去向。據敘述，野小孩長大後成為了北方部落的新領導人，也只有他還記得這位「公路勇士」。

## 演員
- 梅爾·吉勃遜 飾 「瘋狂」麥斯·洛克坦斯基（"Mad" Max Rockatansky）：一名澳大利亞公路巡警組織主力巡警隊（MFP）的前成員。在為自己死去的妻兒復仇後，內心的創傷使他失去了人性。
- 布鲁斯·斯彭斯 飾 傑羅／旋翼機隊長（Gyro Captain）：一位尋找著燃料的流浪漢，擁有一架殘缺但仍然可以飛的的旋翼機。
- 艾米爾·明帝（英语：Emil Minty） 飾 野小孩：住在煉油廠附近的一名野孩子，只會發出咆哮和呼嚕聲。
- 麥可·普雷斯頓（英语：Michael Preston） 飾 伯伯加奴（Pappagallo）：煉油廠中定居者們的理想主義領袖，堅持不肯將油資源讓給掠奪者。
- 謝爾·尼爾森（英语：Kjell Nilsson） 飾 猛格大王（Humungus）：「猛格族」領導者，率領掠奪者團隊「猛格族」，身材高壯，戴著曲棍球面具，企圖要煉油廠投降以獲得其燃油。
- 維儂·威爾斯（英语：Vernon Wells (actor)） 飾 維茲（Wez）：「猛格族」成員，猛格大王的心腹，性格蠻橫、殘暴，左手上擁有弩箭發射器，並將弩箭矢放置於雙腿的靴子上。
- 維吉尼亞·海（英语：Virginia Hey） 飾 女戰士：煉油廠的定居者，起初不信任麥斯的女性。
- 麥克斯·菲普斯（英语：Max Phipps） 飾 陶艾迪（Toadie）：「猛格族」成員，戴著眼鏡，負責宣示猛格大王的話。
- 亞爾基·懷特利（英语：Arkie Whiteley） 飾 女孩：煉油廠的定居者，後成為傑羅的情人。
- 莫伊拉·卡魯斯 飾 麗貝卡（Big Rebecca）：煉油廠的定居者，手持弓箭的女戰士。
- 大衛·唐納 飾 納森（Nathan）：煉油廠的定居者，試圖帶著油逃跑，但遭「猛格族」襲擊而喪命。

## 發展
拍完《迷霧追魂手》之後，喬治·米勒接到好萊塢的一些項目邀請，其中包括執導《第一滴血》。後來，他遇到了泰瑞·海斯，海斯想將《迷霧追魂手》的要素運用於另一部恐怖電影上，並要兩人一同參與其劇本。然而，一段時間後，米勒對於《迷霧追魂手》的續集更感興趣，讓他更加雄心勃勃地增加預算來製作。他找來了海斯、布萊恩·漢南特作為聯合編劇。米勒說，他的電影深深地受到黑澤明的影響。
電影於布羅肯希爾拍攝超過十二週。本片需經過適當的剪片，來讓分級為「M」級。

## 評價
《衝鋒飛車隊》獲得普遍的好評，被許多人認為是1981年最好的電影之一。截至2014年11月9日，在爛番茄基於36位影評人仍維持著100％的新鮮度，平均得分8.3／10，該網站共識：「《公路勇士》是一部有著更大預算的《迷霧追魂手》續集，更龐大、更快速、更響亮，但絕不愚笨」。而各專業影評人也對本片大為讚嘆。

## 榮譽
電影贏得了土星獎最佳國際電影六項提名，其中包括：最佳導演的米勒、最佳男演員的吉勃遜、最佳男配角的布鲁斯·斯彭斯、最佳劇本的米勒與泰瑞·海斯和布萊恩·漢南特、最佳服裝的莫里索。在澳大利亞電影學院也肯定了其最佳服裝設計、編輯、製作設計和音效。而攝影和配樂方面也獲得了其他獎項的提名。

## 譯名
在台灣上映版本名稱，第一集普遍被媒體錯植為第二集片名。1979年第一集片名為，1981年续集片名才是《衝鋒飛車隊》，1985年第3部上映。由汤姆·哈迪饰演的第4部《瘋狂麥斯：憤怒道》於2015年上映。

## 外部連結
- YouTube上的"The Road Warrior" trailer
- 互联网电影数据库（IMDb）上《疯狂的麦克斯2》的资料（英文）
- 爛番茄上《疯狂的麦克斯2》的資料（英文）
- 豆瓣电影上《疯狂的麦克斯2》的資料 （简体中文）
- Box Office Mojo上《疯狂的麦克斯2》的資料（英文）
- AllMovie上《疯狂的麦克斯2》的资料（英文）